# Pycnarmon pulchralis
Pycnarmon pulchralis là một loài bướm đêm trong họ Crambidae.